# SRF zwei
SRF zwei est une chaîne de télévision généraliste publique suisse de la Schweizer Radio und Fernsehen.

## Histoire de la chaîne
SF 2 est lancée en 1997 comme la possibilité pour la SF DRS d'offrir un même programme sur deux canaux avec des horaires décalés. Sa programmation s'oriente ensuite davantage vers la jeunesse en matinée et les séries américaines de qualité. 
La chaîne change d'habillage et est rebaptisée SF zwei le 5 décembre 2005.
Le 16 décembre 2012, SF zwei devient SRF zwei dans le cadre de la politique d'uniformisation des marques radio et télévision de la Schweizer Radio und Fernsehen.
SRF zwei est la deuxième chaîne des trois réseaux de télévision suisses alémaniques du groupe SF (les deux autres sont SRF 1 et SRF Info).
Le retour de la TNT permet l'arrivée de SRF Zwei en mars 2021 sur le hertzien. Elle est diffusée depuis l'émetteur du Chasseral.

## Identité visuelle

### Logos

Logo de SF 2 de 1997 à 2005.
Logo de SF Zwei de 2005 au 29 février 2012.
Logo de SF Zwei du 29 février 2012 au 16 décembre 2012.
Logo de SF Zwei HD du 29 février 2012 au 16 décembre 2012.
Logo de SRF Zwei depuis le 16 décembre 2012.
Logo de SRF Zwei HD depuis le 16 décembre 2012.

## Programmes
SRF Zwei diffuse principalement en prime-time des émissions de haute qualité et des programmes de divertissement. Elle diffuse aussi beaucoup de séries américaines à succès.

### Information
- Tagesschau : journal télévisé quotidien à 19 heures 30

### Émissions
- Sport aktuell : le magazine sportif
- Genial daneben : quiz humoristique
- Black'n'Blond : Late-Night-Show avec Roman Kilchsperger et Chris von Rohr
- Musicnight : émission musicale avec concerts et clips.
- Junior : émission pour la jeunesse

### En collaboration avec PresseTV
- NZZ Format : magazine monothématique du Neuen Zürcher Zeitung.
- Gesundheit Sprechstunde
- Motorshow : magazine de l'automobile
- Cash-TV
- Cash-Talk
- KonsumTV : magazine sur la consommation
- Standpunkte
- 100 Minuten